# Baia Nordvik
La baia Nordvik (in russo бухта Нордвик?, buchta Nordvik) è un'insenatura lungo la costa settentrionale russa, nella repubblica di Sacha-Jacuzia, amministrata dall'Anabarskij ulus; una piccola parte all'estremità occidentale si trova nel territorio di Krasnojarsk, amministrata dal Tajmyrskij rajon. È situata nella parte sud-occidentale del mare di Laptev.

## Geografia
La baia si apre verso nord; le penisole Chara-Tumus (полуостров Хара-Тумус) e Urjung-Tumus (полуостров Урюнг-Тумус) la separano a ovest dall'imboccatura del più vasto golfo della Chatanga, dalla piccola baia Otmelaja (бухта Отмелая) e dalla baia di Koževnikov (бухта Кожевникова); la penisola Nordvik (полуостров Нордвик) la separa a est dal golfo dell'Anabar (Анабарский залив). L'imboccatura giace tra capo Neftjanoj (мыс Нефтяной) a ovest e capo Paksa (мыс Пакса) a est.
A nord, oltre lo stretto Vostočnyj (Восточный пролив), si trova l'isola Bol'šoj Begičev.
Ha una lunghezza di circa 37 km e una larghezza massima di 39 km all'imboccatura e di 59 km al centro. La profondità massima è di 6 m.
Vi sfociano molti piccoli corsi d'acqua tra cui l'Arangastach-Jurjach (река Арангастах-Юрях), il Billjach (река Биллях) e l'Inikjan (река Иникян).
La baia Nordvik è ghiacciata per gran parte dell'anno.

## Storia
La baia fu scoperta nell'agosto del 1739 durante l'esplorazione della zona della Lena e della Chatanga, parte della Seconda spedizione in Kamčatka (1733-1743). L'unità della nave Jakutsk giunse per prima nella baia e il comandante Chariton Prokof'evič Laptev le diede il nome Nordvik (ovvero "baia Settentrionale").

Negli anni '30, la zona era una frequentata rotta per i rompighiaccio che percorrevano il passaggio a nord-est. In quegli anni le roccaforti del nord come Capo Schmidt e Tiksi divenivano aeroporti, mentre l'insediamento di Nordvik (nella parte nord-occidentale della baia) era considerato come un "paese in crescita".